# 未婚・結婚・未再婚
『未婚・結婚・未再婚』（みこん・けっこん・みさいこん）は、毎日放送制作・NET（現・テレビ朝日）系列の「テレビスター劇場」（毎週火曜日22:00 - 22:56）の枠で、1972年（昭和47年）4月4日から同年9月26日まで放送されていたテレビドラマ。全26話。

## 概要
東京の下町にあり、そこの町内の社交場ともなっている理髪店『こけし』が主な舞台。『こけし』は女主人・大村季子が取り仕切り、季子の娘たちもみんな年頃という女世帯一家。季子と出戻った長女・春美は夫と別れて未だ独り身の“未再婚”、次女・夏江と三女・秋子は理想の男性を追い求めている最中の“未婚”、末娘・冬子だけ、竜二と学生結婚（竜二が婿入り）したという既婚者。夏江に惚れている洋品店の主人・安念太郎を始め、岡山修平、塚原武三、中野伸生らの男たちと、娘たちを取り巻くにぎやかな交流と笑いと涙と人情を綴ったコメディ。
本作は、放映開始直前に亡くなった森川信の遺作であり、森川は第2話まで出演。第3話から新藤辰五郎役は丘寵児が引き継いだ。

## キャスト
- 大村春美（長女）：馬渕晴子
- 大村夏江（次女）：星由里子
- 大村秋子（三女）：丘みつ子
- 大村冬子（四女）：ジュディ・オング
- 大村季子：ミヤコ蝶々
- 大村竜二：沖雅也
- 新藤辰五郎：森川信（第1話～第2話）→ 丘寵児（第3話～最終話）- 季子の元夫で『鳥辰』の主人
- 安念太郎：杉浦直樹
- 唐沢：谷幹一
- 佐野（唐沢）富子：天地総子
- 岡山修平：船戸順 - 刑事
- 岡山洋平：岩永一陽 - 修平の息子
- 塚原武三：加東大介
- 塚原正子：若松和子 - 塚原の妻
- 黒沢：天田俊明 - 塚原の会社の社員
- 中野伸生：小野寺昭
- 中野貞子：中北千枝子 - 伸生の母
- 石川：睦五郎
- 若月社長：佐原健二
- 松竹梅子：園佳也子 - 結婚コンサルタント
- 幸夫：中村米吉
- 芸者・小花：志摩りょう子
- 田辺：江藤久里子（第16話ゲスト）

## スタッフ
- 脚本：西条道彦
- 演出：太田正彦、青井邦臣
- 音楽：小川寛興
- 制作：東宝、毎日放送

## 主題歌
- 天地総子、シンガーズ・スリー『私をもらって』（作詞：西条道彦、作曲・編曲：小川寛興）
- 挿入歌：天地総子『そっと待ってネ』（作詞：西条道彦、作曲・編曲：小川寛興）